# Équivalent du Languedoc
En France, sous l'Ancien Régime, l'équivalent est le nom donné aux aides dues au roi et spécifiques au Languedoc.
L'équivalent est établi au XVe siècle. Les historiens s'accordent pour considérer qu'il a été créé en 1443,. Il n'est d'abord perçu que dans les « villes murées ». Au cours des XVIIe et XVIIIe siècles, il est progressivement étendu au reste de la province.
En 1444, il est de 80 000 livres. Il porte sur la vente du poisson, de la viande et du vin. En 1704, il est perçu dans toute province.
Les États de Languedoc l'afferment pour six ans. Il rapporte 340 000 livres à la fin du XVIIe siècle et 1 375 000 livres en 1788. Sur cette somme, le Languedoc reverse 200 000 livres au roi. Le surplus considérable sert à l'administration et à l'équipement de la province.
Le « préciput de l'équivalent » est la part du produit de l'impôt revenant au trésor royal.
À la Révolution, la Constituante abolit l'équivalent par l'article 1er du décret d'Allarde du 2 mars 1791,. La même année, elle résilie le bail d'affermage par un décret du 25 juillet.

### Textes officiels
- [D. 2 mars 1791] Décret du 2 mars 1791 portant suppression de tous les droits d'aides, de toutes les maîtrises et jurandes, et établissement de patentes, dans Collection générale des décrets rendus par l'Assemblée nationale : avec la mention des sanctions et acceptations données par le roi [« coll. Baudouin »], t. 12 : mars 1791, Paris, F.-J. Baudouin, 1 vol., 459, in-12 (OCLC 969949746, BNF 33761237, SUDOC 197820425, lire en ligne), p. 52-63.
- [D. 25 juill. 1791] Décret du 25 juillet 1791 portant résiliation du bail passé par les ci-devant états de Languedoc à Pierre Bellocq, de la ferme du droit connu sous le nom d'équivalent, dans Collection générale des décrets rendus par l'Assemblée nationale : avec la mention des sanctions et acceptations données par le roi [« coll. Baudouin »], t. 16 : juillet 1791, part. 1, Paris, F.-J. Baudouin, 1 vol., 428, in-12 (OCLC 969949746, BNF 33761237, SUDOC 197820425, lire en ligne), p. 301-303.